# Sigurdo I da Noruega
Sigurdo I, Magnusson (1090 – Oslo, 26 de março de 1130), também conhecido como Sigurdo I, o Cruzado (em nórdico antigo: Sigurðr Jórsalafari; em norueguês: Sigurd Jorsalfar), foi rei da Noruega de 1103 a 1130. Seu reinado, juntamente com seu meio-irmão Eystein (até a morte deste em 1123), foi considerado pelos historiadores como uma idade de ouro para o Reino medieval da Noruega. É famoso por liderar a Cruzada Norueguesa (1107–1110), conquistando o epônimo "o Cruzado", e foi o primeiro rei europeu a participar pessoalmente de uma cruzada.

## Biografia
Sigurdo foi um dos três filhos do rei Magno, o Descalço, sendo os outros dois Eystein e Olavo. Todos eram filhos ilegítimos do rei com mães diferentes. Para evitar contendas ou guerra, os três meio-irmãos co-governaram o reino a partir de 1103. Sigurdo governaria sozinho depois que Olavo morreu em 1115 e Eystein em 1123.
Antes de ser proclamado rei da Noruega, foi denominado rei das Ilhas e Conde das Órcades. Passaria o título de Conde das Órcades para Haakon Paulsson, filho de Paulo, filho de Torfim.
Muitos historiadores viram o domínio de Sigurdo e Eystein como uma idade de ouro para o Reino medieval da Noruega. O país floresceu econômica e culturalmente, permitindo sua participação nas Cruzadas e ganhando reconhecimento e prestígio internacional.